# Jérôme Guery
Jérôme Guery (24 de julho de 1980) é um ginete de elite belga, medalhista olímpico.

## Carreira
Guery conquistou a medalha de bronze nos Jogos Olímpicos de Verão de 2020 em Tóquio, na prova de saltos por equipes, ao lado do cavalo Quel Homme de Hus, e de seus companheiros Pieter Devos e Grégory Wathelet.